# Concerto (Rondò Veneziano)
Concerto è il decimo album in studio del gruppo musicale italiano Rondò Veneziano, pubblicato nel 1988. Per il mercato tedesco occidentale e spagnolo, l'album è stato distribuito con il titolo Poesia di Venezia.

## Descrizione
Tutti i brani sono scritti da Gian Piero Reverberi e da Ivano Pavesi e arrangiati dallo stesso Reverberi.
Le tracce Concerto, Sonetto, Miniature, Carrousel e Chimere hanno la partecipazione di Jesús Eduardo Alvarez Herrera alla chitarra solista. Il brano Controdanze è una composizione particolare che presenta tre danze attraverso la tecnica della olografia musicale: ascoltando il solo canale sinistro abbiamo un minuetto in 3/4, ascoltando il solo canale destro abbiamo una polka in 2/4 mentre ascoltando il brano in stereofonia la somma delle due danze precedenti dà una gavotta in 4/4.
Il disco è stato pubblicato nel 1988 dalla BMG, principalmente per il mercato tedesco occidentale e spagnolo, con il titolo Poesia di Venezia e contiene due inediti, Rêverie e Gondole sulla Laguna, mentre il brano Miniature è stata rimosso.

## Tracce

### Concerto
1. Concerto – 3:55
2. Seduzione – 2:33
3. Sonetto – 2:32
4. Splendore di Venezia – 2:38
5. Miniature – 3:04
6. Controdanze – 3:00
7. Tema veneziano – 2:52
8. Nuvole – 2:27
9. Carrousel – 3:33
10. Tramonto d'autunno – 3:45
11. Chimere – 3:10
12. Perla del mare – 2:01

### Poesia di Venezia
1. Poesia di Venezia – 3:55
2. Sonetto – 2:33
3. Tema veneziano – 2:52
4. Carrousel – 3:32
5. Controdanze – 3:00
6. Tramonto d'autunno – 3:45
7. Splendore di Venezia – 2:38
8. Nuvole – 2:27
9. Seduzione – 2:33
10. Perla del mare – 1:59
11. Chimere – 3:10
12. Rêverie – 3:07
13. Gondole sulla laguna – 3:14

## Classifiche
| Paese    | Posizione raggiunta |
| -------- | ------------------- |
| Francia  | 3                   |
| Germania | 8                   |
| Svizzera | 1                   |

## Formazione
- Gian Piero Reverberi - direttore d'orchestra, tastiere, sintetizzatori
- Rondò Veneziano - orchestra
- Jesús Eduardo Álvarez Herrera - chitarra classica